# Tuggenersee

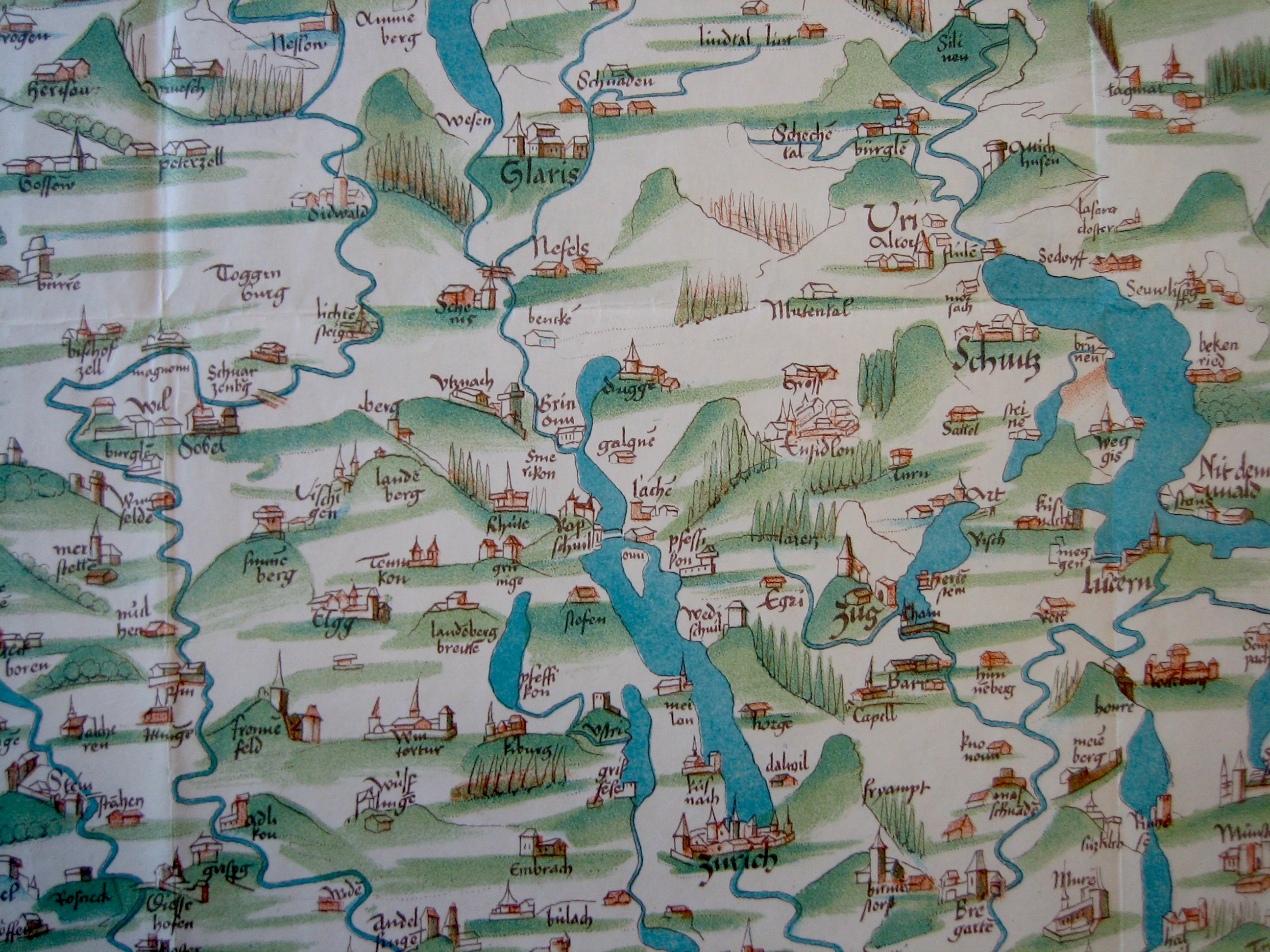
Der Tuggenersee (Bildmitte) auf der Karte von Konrad Türst, um 1496

Der Tuggenersee (Alternativschreibweise: Tuggner See oder Tuggnersee) ist ein um 1550 verlandeter See in der Linthebene, auf dem Gebiet der Schweizer Kantone St. Gallen und Schwyz. Er wurde nach der Gemeinde Tuggen benannt.
Gemäss aktuellen Erkenntnissen bedeckte der Tuggenersee im Spätmittelalter eine kleinere Fläche als bisher angenommen und bestand wohl zeitweise mehr aus einer Ried- oder einer Sumpflandschaft als aus einer zusammenhängenden Wasserfläche.

## Entstehung des Tuggenersees
Der Linthgletscher reichte in der Würmeiszeit vor rund 15'000 Jahren noch bis über Rapperswil hinaus und hobelte ein vom Seez-Linth-Flusssystem gespeistes, breit auslaufendes, bis auf Meereshöhe reichendes Talbett aus. Mit seinem Rückzug füllte sich die Talsohle mit Wasser und ein mindestens 80 Kilometer langer, fjordartiger See könnte von seiner Endmoräne in Zürich bis Sargans oder sogar bis Glarus und Chur gereicht haben.

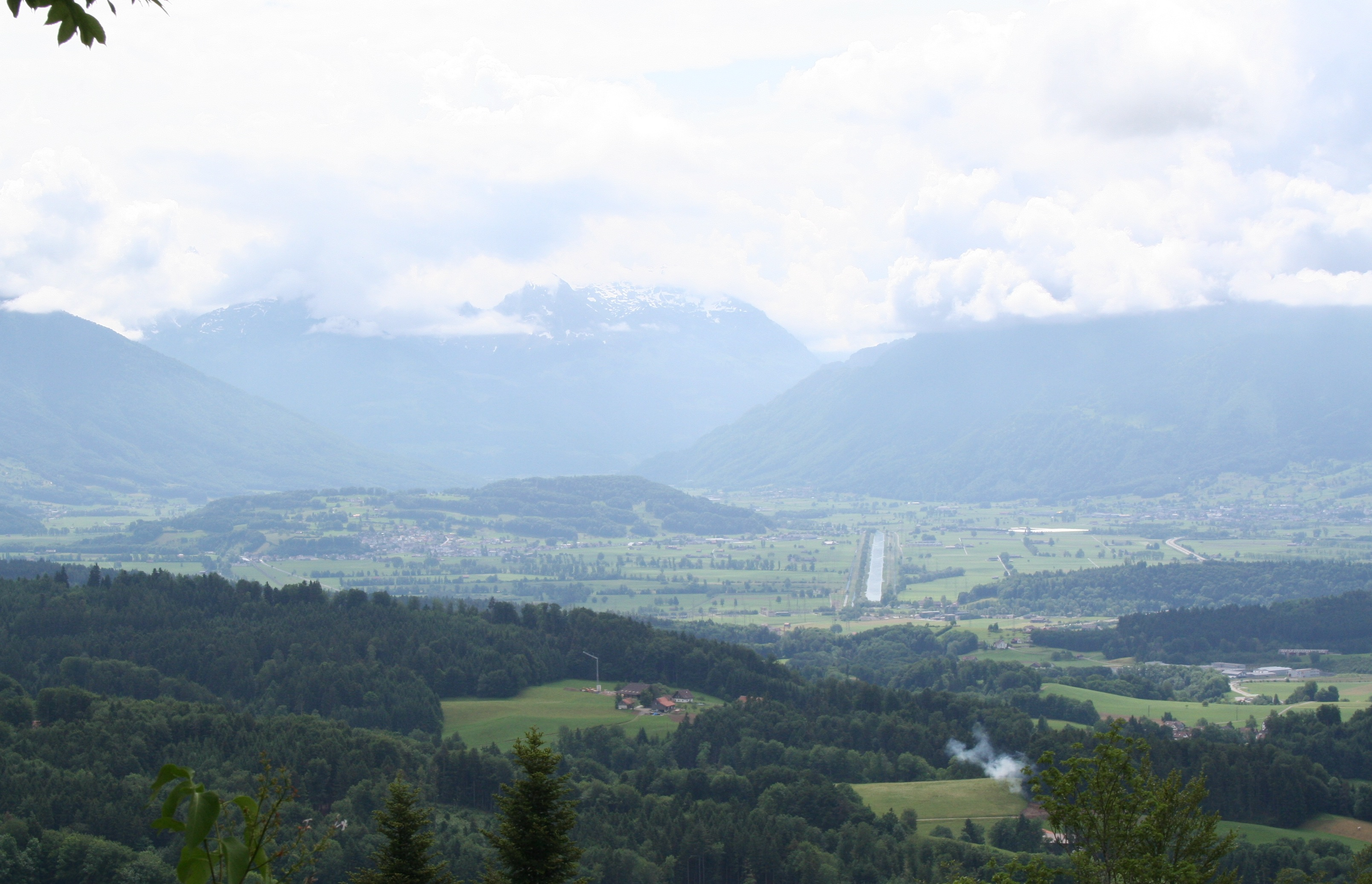
Linthebene mit dem Benkner Büchel, Ansicht von Norden, vom Bachtel aus gesehen

9500 v. Chr. erreichte das Flussdelta im Talkessel von Niederurnen-Weesen den Biberlichopf. Um 5000 v. Chr. entstand so im Osten der Walensee und im Westen der Zürichsee: Dieser bestand aus dem heutigen Zürichsee, dem mit ihm verbundenen Obersee, der noch weit in die Linthebene hineinreichte und zwischen Tuggen und Benken den flachen Tuggenersee bildete. Als Inseln existierten damals die heutigen Hügel Buchberg, Gasterholz und Benkner Büchel.
Gemäss geologischen Erkenntnissen dürfte um 3000 v. Chr. das neuzeitliche Höhenniveau und Aussehen der Landschaft annähernd erreicht worden sein.
Durch Geschiebeablagerungen der verschiedenen seitlich in die Ebene fliessenden Gewässer, vor allem der Linth, verlandete die Linthebene zunehmend. Noch vor einigen Jahren wurde vermutet, dass die untere Linthebene bis in die frühere Neuzeit grossflächig von Wasser bedeckt oder weiträumig versumpft war. Neuere Erkenntnisse lassen aber den Schluss zu, dass bereits vor der Zeitenwende das Gebiet dichter als bisher angenommen besiedelt gewesen sein dürfte.
Um Christi Geburt erstreckte sich der Tuggenersee mit dem heutigen Obersee vermutlich noch bis zum Buchberg.

## Verlandung des Tuggenersees

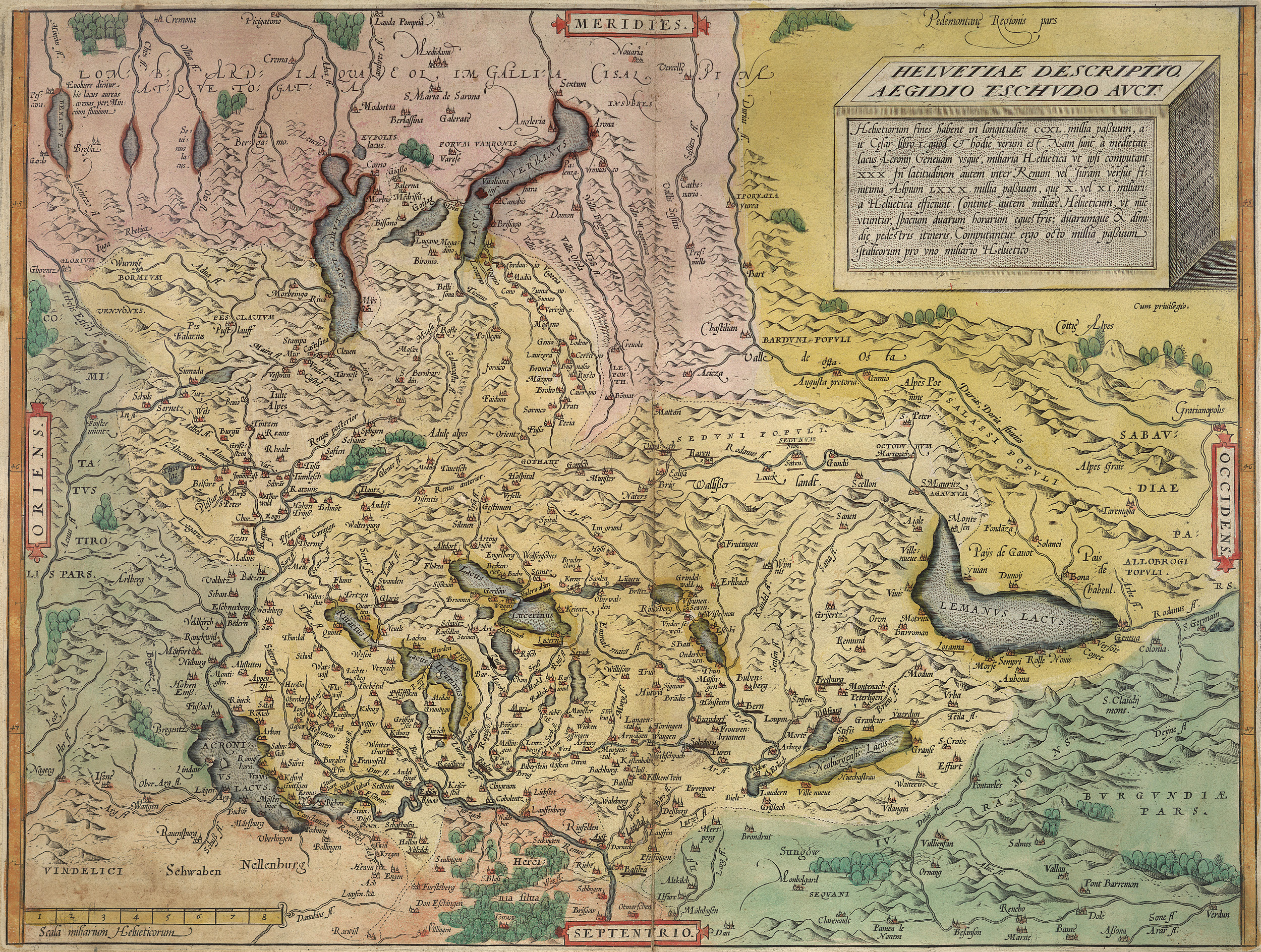
Schweizerkarte von Aegidius Tschudi, in der linken unteren Bildmitte (Norden ist unten) der Zürichsee (Lacus Tigurinus), 1538

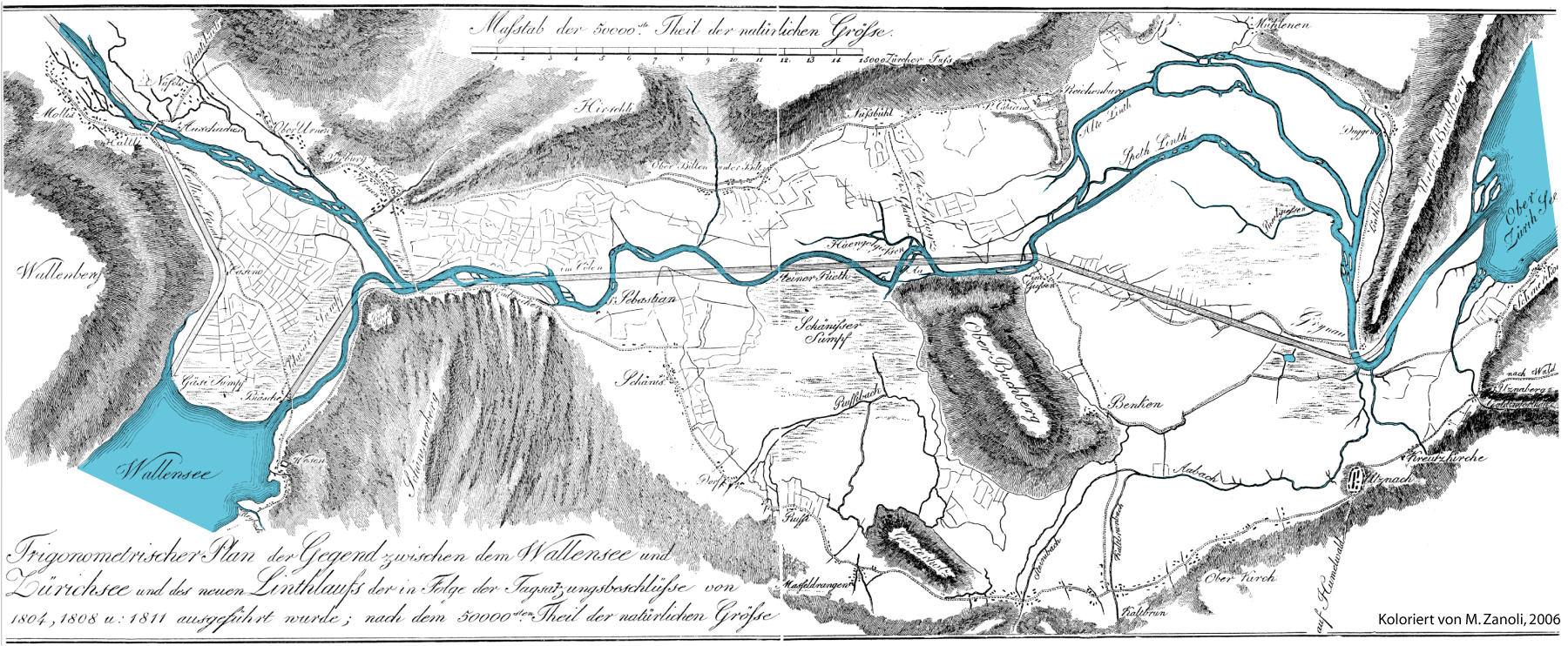
Stich der Linthebene um 1811, nachkoloriert der alte Lauf der Linth

Im frühen 6. Jahrhundert war die Linthebene weitgehend verlandet und nur ein relativ kleiner, flacher Tuggenersee bei Grynau noch mit dem Zürichsee verbunden. Um das Jahr 1000 erreichte die Linth Grinau, im heutigen Benkener Ried, und es erfolgte die Trennung in einen separaten Obersee und Tuggenersee, wie dieser in frühen Urkunden (Kloster Einsiedeln) und Reisebeschreibungen (z. B. St. Columban, St. Meinrad) und mündlichen Überlieferungen genannt wurde. Walahfrid Strabo erwähnt um 845 in seiner «Vita S. Galli», Villa Tucinia (das Dorf Tuggen) liege «in capite ipsius laci Tureginensis».
Ungefähr zur gleichen Zeit veränderte die Linth ihren mehr oder weniger direkten Lauf entlang des heutigen Linthkanals und machte in mehreren Läufen einen weiten Bogen durch die südliche Linthebene und um den kleinen Tuggenersee. Noch heute folgt die Kantonsgrenze zwischen Schwyz und St. Gallen der historischen Grenze aus dem Mittelalter, die weitgehend mit dem Ufer des Tuggenersees übereinstimmt.
1120 erscheint der Tuggenersee in einer Schenkungsurkunde von Graf Ulrich von Lenzburg und Arnold von Baden an das Kloster Schänis. 1322 wird der See ein weiteres Mal als Tugkensee urkundlich erwähnt.
Auf der sanktgallischen Seite des Tuggenersees ist bereits 1254 inmitten der heutigen Linthebene ein Hof dokumentiert, ein Indiz für festes Land.
Auf der Karte von Konrad Türst von 1496 ist der Tuggenersee noch deutlich zu erkennen. 1535 wird er zum letzten Mal urkundlich erwähnt, ist aber auf der Schweizerkarte von Aegidius Tschudi von 1538 respektive 1560 bereits nicht mehr eingezeichnet.
In seiner «Vollständigen Beschreibung des Schweizerlandes» schildert der Läufelfinger Pfarrer Markus Lutz 1827 «unübersehliche Sümpfe», die gemäss aktuellen Erkenntnissen aber auf die Linthkorrektion zurückzuführen sind. Das «Geographische Lexikon der Schweiz» von 1911 erwähnt südlich von Tuggen ein Ried.